# 個人投資家
個人投資家（こじんとうしか）は、機関投資家の対語で、個人の投資家のことである。
個人投資家の選択する投資対象や動機は様々であるが、6、7割の個人投資家は投資で損失を出している、という調査データがある。特に外国為替証拠金取引（いわゆるFX取引）では9割以上の人が負け、ある調査では1年以内に約7割の人が元手資金を溶かしてしまい、本業や日常生活に支障が出て、FX市場から退場している、という。FX取引は高いレバレッジで取引でき、それで急激に損失を出したり、借金でデイトレードしてしまう人もいる。それでも、個人の意思ではもう止められない泥沼の状況になり、多額の損失に悩んだ末に自殺してしまう人もいる。海外では、証券会社の社員と自分の家族を巻き込んだ自殺も1999年に発生した（アトランタ銃乱射事件）。ニュースサイト「レディット」は、ビットコインなどの仮想通貨が軒並み暴落したことから2018年に個人投資家向けに「自殺防止フォーラム」を開設した。
一方で、多額の収益を上げてる個人投資家もいる。2005年12月の「ジェイコム株大量誤発注事件」では、億単位の利益を獲得した個人投資家がテレビや新聞、雑誌で紹介された。また、中長期（10年～40年くらい）の投資で億単位の資産を形成する投資家もおり、映画のタイトルになぞらえた「億り人」という造語も使われている。株主優待や配当金を楽しむ投資家も多い。
日本の金融庁は「貯蓄から投資へ」と日本国民に呼びかけていたが、「貯蓄から資産形成へ」という言い方に変更した。「投資」と言う言葉はリスクが露呈することになるからである。一方、「資産形成」は、堅実に資産を積み立てるイメージである。この変遷の流れで、「iDeCo」（個人型確定拠出年金）、「積立NISA」など積立投資の商品が誕生した。これからは証券会社も銀行に倣い販売体制の変更が必要であるという主張がある。